# 熱海マリーナ
熱海マリーナ（あたみマリーナ）とは、静岡県熱海市下多賀（小山）にある民営マリーナ。
小山臨海公園に隣接する形で所在しており、市街地のスパ・マリーナ熱海、初島西部の初島フィッシャリーナと共に、熱海市内にある3つのマリーナの内の1つとなっている。
スキューバダイビングを取り扱う網代ダイビングセンターも兼ねている。
東隣りにスパ・マリーナ熱海アネックス（南熱海マリンヤード）の施設が隣接しているため、混同しないように注意が必要。

## 概要
小山臨海公園の中央北部の海辺に所在しており、西側（中野地区）から小山臨海公園の海沿いの園路を徒歩で進んだ先にある。乗用車の場合は、南東にある熱海市役所・南熱海支所の交差点から進入して回り込むことになる。
元々は俳優の小林旭がオーナーを務めており、1990年代頃からは実弟の小林常男が代表を務めていた。2000年（平成12年）にダイビング事業を始めたのも彼であり、自ら神奈川県厚木市から出向いてダイバーの引率をするなどしていた。
2013年（平成25年）に神奈川県藤沢市で住宅建材・設備を扱う商社とシステム開発企業を経営する島崎兼男に事業譲渡され、それらの企業のグループ企業となった。

## 施設
マリーナは、全て陸上艇置する方針となっている。
主な施設は以下の通り。
- 無料駐車場
- クラブハウス
- ガーデンテーブル
- ドリンクバー（セルフサービス）
- シャワールーム（更衣室）
- 屋外温水シャワー
- 露天風呂（天然温泉）
- 乾燥室
- 機材洗浄水槽
- カメラ専用水槽
- 機材干場

## アクセス
- バス : 路線バスで「多賀車庫前」もしくは「南熱海支所」下車、徒歩3分。
- 乗用車 : 国道135号沿い「熱海市役所・南熱海支所」前の交差点を曲がって小山臨海公園方面へ進入し、時計広場脇を左折。

## 沿革
- 1976年（昭和51年）4月13日 - 熱海マリーナ株式会社設立、開業[3]。
- 2000年（平成12年） - ダイビング事業開始[2]。
- 2013年（平成25年） - 小林常男から島崎兼男に事業譲渡。同氏が経営する株式会社 協林、湘南情報機器システム株式会社のグループ企業となる[3][4]。